# 李大融
李大融，字伯沖，號煦堂，贵州鳳岡人，清朝政治人物，同進士出身。
道光十五年（1835年）乙未科進士，三甲七十五名，官甘肅渭源縣知縣。